# Boguszyn (gromada)
Boguszyn – dawna gromada, czyli najmniejsza jednostka podziału terytorialnego Polskiej Rzeczypospolitej Ludowej w latach 1954–1972.
Gromady, z gromadzkimi radami narodowymi (GRN) jako organami władzy najniższego stopnia na wsi, funkcjonowały od reformy reorganizującej administrację wiejską przeprowadzonej jesienią 1954 do momentu ich zniesienia z dniem 1 stycznia 1973, tym samym wypierając organizację gminną w latach 1954–1972.
Gromadę Boguszyn z siedzibą GRN w Boguszynie utworzono – jako jedną z 8759 gromad na obszarze Polski – w powiecie jarocińskim w woj. poznańskim, na mocy uchwały nr 22/54 WRN w Poznaniu z dnia 5 października 1954. W skład jednostki weszły obszary dotychczasowych gromad Boguszyn, Boguszynek, Chromiec, Kruczyn, Kruczynek i Rogusko oraz miejscowości Chocicza, Teresa i osiedle Jadwigowo (uszczuplone o obszar gruntów włączonych do nowej gromady Chwalęcin) z dotychczasowej gromady Chocicza – ze zniesionej gminy Nowe Miasto n/Wartą w tymże powiecie. Dla gromady ustalono 26 członków gromadzkiej rady narodowej.
1 stycznia 1960 do gromady Boguszyn włączono obszar zniesionej gromady Chwalęcin w tymże powiecie.
31 grudnia 1971 gromadę zniesiono, a jej obszar włączono do gromady Nowe Miasto n/Wartą w tymże powiecie.